# Keiren Westwood
Keiren Westwood (Manchester, 23 de outubro de 1984) é um futebolista profissional irlandês que atua como goleiro, atualmente defende o Sheffield Wednesday.

## Carreira
Keiren Westwood fez parte do elenco da Seleção Irlandesa de Futebol da Eurocopa de 2016.